# Provincia de Pavlodar
Pavlodar (en kazajo Павлодар облысы) es una de las diecisiete provincias que, junto con las tres ciudades independientes, conforman la República de Kazajistán. Su capital es la homónima Pavlodar. Está ubicada al noreste del país, limitando al norte y este con Rusia, al sureste con Kazajistán Oriental, al suroeste con Karagandá y al oeste con Akmola y Kazajistán Septentrional. Con 125 000 km² es la cuarta provincia menos extensa, por delante de Atyrau, Turkestán y Kazajistán Septentrional, la menos extensa.
Debido a la colonización de tierras vírgenes de Nikita Jrushchov, una gran población, especialmente ucranianos, inmigró a Pavlodar. El río Irtish fluye a través de esta provincia. Dentro de ella se localiza el parque nacional de Bayanaul, situado a 100 kilómetros de la ciudad de Ekibastuz.

## Demografía y grupos étnicos
La provincia de Pavlodar alberga una gran cantidad de grupos étnicos:
- Kazajos – 44.7%
- Rusos – 39.2%
- Ucranianos – 6.8%
- Alemanes – 3.2%
- Tártaros – 2.1%
- Bielorrusos – 0.9%
- Moldavos – 0.4%
- Ingushes – 0.25%
- Chechenos – 0.25%
- Azeríes – 0.25%
- Baskires – 0.2%
- Otros – 1.75%.

## División administrativa

Distritos de la provincia de Pavlodar.

Pavlodar se divide en 10 distritos y 3 ciudades.

### Distritos
- Akkuly
- Aktogay
- Bayanaul
- Ertis
- May
- Pavlodar
- Sharbakty
- Terengkol
- Uspen
- Zhelezin

### Ciudades
- Aksu
- Ekibastuz
- Pavlodar